# The Widower
The Widower è una miniserie televisiva britannica del 2014 in 3 episodi, trasmessa dall'ITV dal 17 al 31 marzo 2014.
Basata su fatti realmente accaduti, la pellicola narra la storia dell'assassino Malcolm Webster (interpretato da Reece Shearsmith) protagonista nel 2011 del più lungo processo della storia della Scozia per un singolo imputato.
In Italia la miniserie è inedita.

## Trama
Aberdeen, 1993: l'infermiere Malcom Webster sposa la giovane Claire. In apparenza il matrimonio sembra essere felice, ma dopo qualche mese Claire inizia a lamentarsi col marito del suo spreco di denaro in futili spese che non possono permettersi. Malcom reagisce cominciando a sedare la moglie con costanti dosi di Temazepam; Claire pensa di stare male, ma Malcom la convince a non farsi vedere da nessun medico. Con l'intento di intascare la polizza assicurativa, Malcom inscena la morte della moglie in un incidente stradale. 

Anni dopo, è in Nuova Zelanda dove sposa Felicity Drumm: anche qui, dopo poco tempo, inizia a drogare la moglie con l'intento di ucciderla; nel frattempo si fa cointestare il conto di Felicity e a sua insaputa si fa trasferire 200.000 sterline su un altro conto personale, nascondendo ogni traccia dei documenti in una valigetta. Vaneggia inoltre di aspettare dei soldi dalla vendita del cottage in Scozia (soldi coi quali si sarebbero comprati una propria casa), ma il suo continuo tergiversare insospettisce il suocero. Un giorno Malcom porta la moglie su una scogliera per ucciderla; Felicity si salva solo perché confida al marito di essere incinta. Un anno dopo Malcom, ossessionato dal fuoco, cerca di bruciare la casa dei suoceri, dove vive con la moglie e il neonato.
Il padre di Felicity, vedendo la figlia stare sempre più male e sospettando dello strano atteggiamento del genero, approfitta di una scampagnata dei tre per aprire la valigetta; scopre così non solo che il conto della figlia è stato prosciugato, ma che Malcom ha stipulato 9 polizze sulla vita falsificando la firma di Felicity.
Chiama così subito la figlia, intimandole di tornare a casa e salvandole così la vita. Messo alle strette dalla moglie, Malcom reagisce scappando.

Qualche anno dopo, Malcom è di nuovo in Scozia, dove tiene corsi sulla sicurezza in ospedale. S'infatua di Simone, giovane infermiera fidanzata con Robb. Inizia a corteggiarla e cerca d'impietosirla dicendo di avere una forma di leucemia; Simone si affeziona ai modi gentili di Malcom, tanto da lasciare il fidanzato. Malcom va subito a vivere da lei. Nel frattempo, la polizia scozzese viene allertata dalla sorella di Felicity, con cui Malcom è ancora legalmente sposato. Il detective Charlie Henry inizia a ricostruire il profilo di Malcom e vorrebbe avvertire Simone del rischio che sta correndo, ma l'indagine sulla morte di Claire è ormai chiusa e non ci sono i presupposti per riaprirla; inoltre, Malcolm non ha precedenti particolari che giustifichino altre operazioni. L'indagine ha una svolta quando Malcolm sottrae 4.000 sterline dal fondo del club di pesca di cui è tesoriere. La polizia perquisisce l'abitazione di Simone e interroga Malcolm, che però la fa franca. Solo quando casualmente si riaprono le indagini sulla morte di Claire, Henry può avvertire Simone e raccontare alla donna la natura del suo compagno. Simone stenta a crederci, ma poi si convince quando Malcolm, di nuovo messo alle corde, scappa. Un anno dopo, nel 2009, la polizia arresta Malcolm per l'omicidio di Claire, il tentato omicidio di Felicity e altri reati, condannandolo all'ergastolo.